# 伊安忒齒龍屬
伊安忒齒龍屬（屬名：Ianthodon）是合弓綱盤龍目的一屬，生存於石炭紀晚期的北美洲，化石發現於美國堪薩斯州加尼特的Rock Lake頁岩層。